# Ukraines kvindefodboldlandshold
Ukraines kvindefodboldlandshold repræsenterer Ukraine i internationale turneringer i fodbold for kvinder. Holdet administreres af Ukraines fodboldforbund.
Holdet har spillet siden august 1993. Den største og hidtil eneste store turnering, de har deltaget i, var EM i fodbold for kvinder 2009 i Finland. Deres seneste turnering var kvalifikationen til VM i fodbold for kvinder 2015.

## Ukraines deltagelse i de største turneringer

### Verdensmesterkaberne
| VM slutrunder | VM slutrunder     | VM slutrunder | VM slutrunder | VM slutrunder | VM slutrunder | VM slutrunder | VM slutrunder | VM slutrunder | VM slutrunder |
| År            | Resultat          | Kampe         | V             | U*            | T             | M+            | M-            | MF            |               |
| ------------- | ----------------- | ------------- | ------------- | ------------- | ------------- | ------------- | ------------- | ------------- | ------------- |
| 1991          | Deltog ikke       | -             | -             | -             | -             | -             | -             | -             |               |
| 1995          | Ikke kvalificeret | -             | -             | -             | -             | -             | -             | -             |               |
| 1999          | Ikke kvalificeret | -             | -             | -             | -             | -             | -             | -             |               |
| 2003          | Ikke kvalificeret | -             | -             | -             | -             | -             | -             | -             |               |
| 2007          | Ikke kvalificeret | -             | -             | -             | -             | -             | -             | -             |               |
| 2011          | Ikke kvalificeret | -             | -             | -             | -             | -             | -             | -             |               |
| 2015          | Ikke kvalificeret | -             | -             | -             | -             | -             | -             | -             |               |
| Total         | 0/7               | -             | -             | -             | -             | -             | -             | -             |               |

### EM i fodbold for kvinder
| År    | Resultat          | Kampe | V | U* | T | M+ | M- |
| ----- | ----------------- | ----- | - | -- | - | -- | -- |
| 1993  | Deltog ikke       | –     | – | –  | – | –  | –  |
| 1995  | Ikke kvalificeret | –     | – | –  | – | –  | –  |
| 1997  | Ikke kvalificeret | –     | – | –  | – | –  | –  |
| 2001  | Ikke kvalificeret | –     | – | –  | – | –  | –  |
| 2005  | Ikke kvalificeret | –     | – | –  | – | –  | –  |
| 2009  | Gruppespil        | 3     | 1 | 0  | 2 | 2  | 4  |
| 2013  | Ikke kvalificeret | –     | – | –  | – | –  | –  |
| Total | 1/7               | 3     | 1 | 0  | 2 | 2  | 4  |

### Turneringer pr. invitation
- Albena Cup: vandt i 2000 (1)